# Фріда Карлссон
Фріда Елізабет Карлссон (швед. Frida Elisabeth Karlsson) — шведська лижниця, чемпіонка світу  та призерка світових першостей.
Золоту медаль світової першості Карлссон здобула на чемпіонаті світу 2019 року, що проходив у австрійському Зефельді, в складі шведської естафетної команди, срібну медаль —
в класичній гонці на 10 км, а бронзову — на дистанції 30 км вільним стилем. 
Зі світової першості 2021 року, що проходила в німецькому Оберстдорфі, Карлссон привезла три медалі — дві срібні (10 км вільним стилем та скіатлон) й одну бронзову (30 км класичним стилем).
Раніше Карлссон була триразвою чемпіонкою юнацьких світових першостей. 

## Виступи на Олімпійських іграх
| Рік  | Вік | 10 км | Скіатлон 15 км | 30 км мас-старт | Спринт | Естафета 4 × 5 км | Команднй спринт |
| ---- | --- | ----- | -------------- | --------------- | ------ | ----------------- | --------------- |
| 2022 | 22  | 12    | 5              | —               | —      | Бронза            | —               |

## Виступи на чемпіонатах світу
| Рік  | Вік | 10 км  | Скіатлон 15 км | 30 км мас-старт | Спринт | Естафета 4 × 5 км | Команднй спринт |
| ---- | --- | ------ | -------------- | --------------- | ------ | ----------------- | --------------- |
| 2019 | 19  | Срібло | 5              | Бронза          | —      | Золото            | —               |
| 2021 | 21  | Срібло | Срібло         | Бронза          | —      | 6                 | —               |

## Виноски
1. 1 2  Sveriges befolkning 2000 — Sveriges Släktforskarförbund, 2020.
2. ↑  Olympedia — 2006.
3. ↑  Sensationellt VM-silver till Karlsson (Swedish) . Norra Västerbotten. 26 лютого 2019. Архів оригіналу за 27 лютого 2019. Процитовано 26 лютого 2019.
4. ↑  FIS Nordic World Ski Championships 2019 10 kilometre classical results (PDF). Архів оригіналу (PDF) за 26 лютого 2019. Процитовано 27 лютого 2019.